# Embalse de La Serena
El embalse de La Serena se localiza en la provincia de Badajoz sobre el río Zújar. Se trata de la segunda mayor bolsa de agua de la península ibérica (tras el embalse de Alqueva en Portugal) y también figura como tercer mayor embalse de Europa, con una capacidad para albergar 3.220 hectómetros cúbicos.Es el embalse español de mayor superficie de lámina de agua. Este puede almacenar hasta 3,21 billones de litros de agua, e inunda una superficie de 13 949 ha, afectando a los municipios de Cabeza del Buey, Capilla, Castuera, Monterrubio de la Serena, Peñalsordo y Zarza-Capilla en la comarca de La Serena, y Esparragosa de Lares, Garlitos, Puebla de Alcocer, Risco, Sancti-Spíritus y Siruela en la comarca de La Siberia. Además del municipio cordobés de El Viso de los Pedroches y el ciudarrealeño de Guadalmez.
Se levanta sobre gran parte del embalse del Zújar, quedando este último como contraembalse del primero. La principal utilización es la regulación y almacenamiento de agua para el posible riego de unas 14 000 ha de cultivo, aunque también es utilizado para el abastecimiento de agua a poblaciones cercanas, y para la producción de energía hidroeléctrica. 
Fue construido entre 1985 y 1989, año en que finalizaron las obras, aunque su inauguración oficial fue en febrero de 1990. Cuenta con una central hidroeléctrica, propiedad de Endesa con una potencia instalada de 25,1 MW.

## Historia

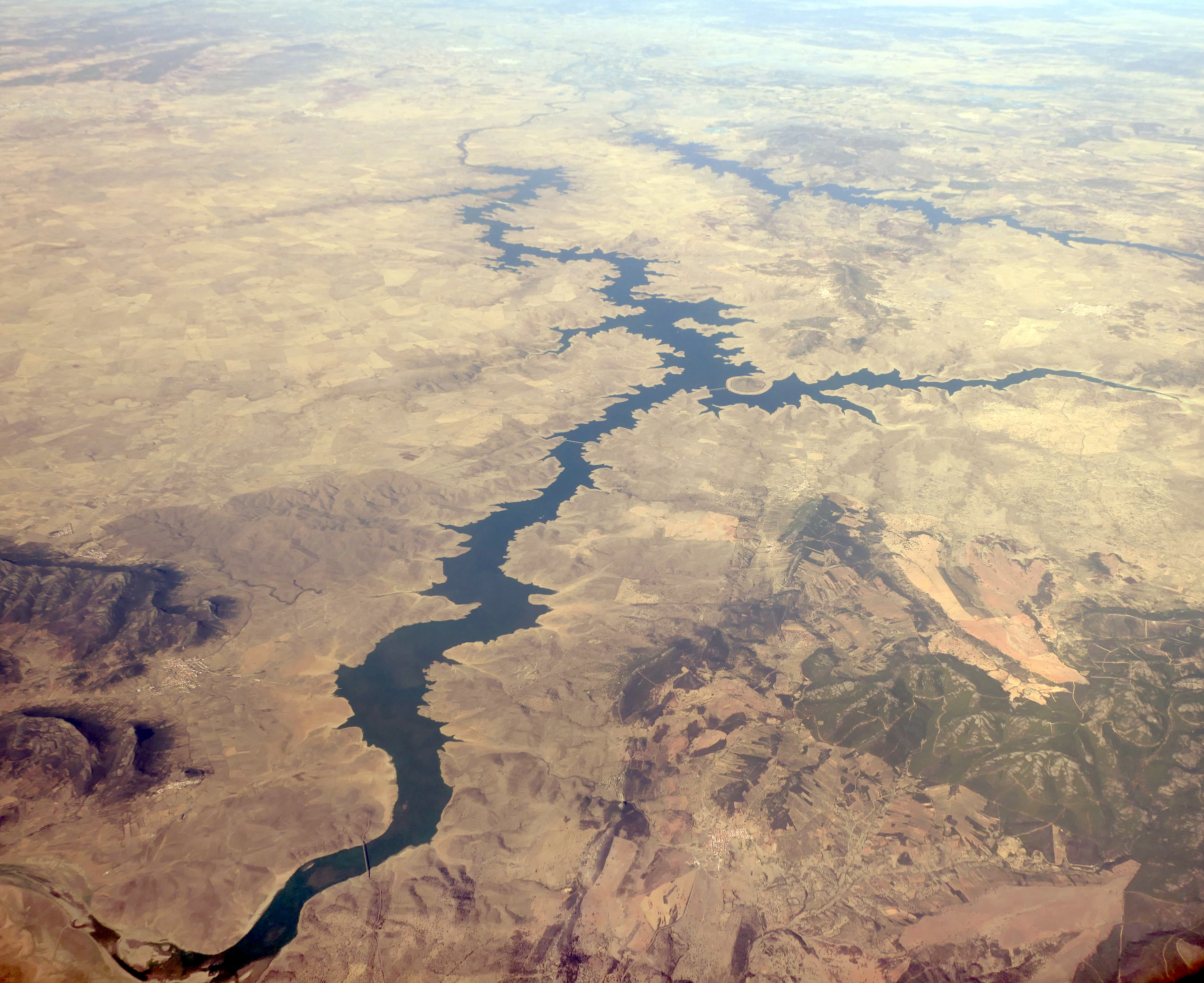
Vista aérea del embalse. En la parte superior, el embalse de Orellana

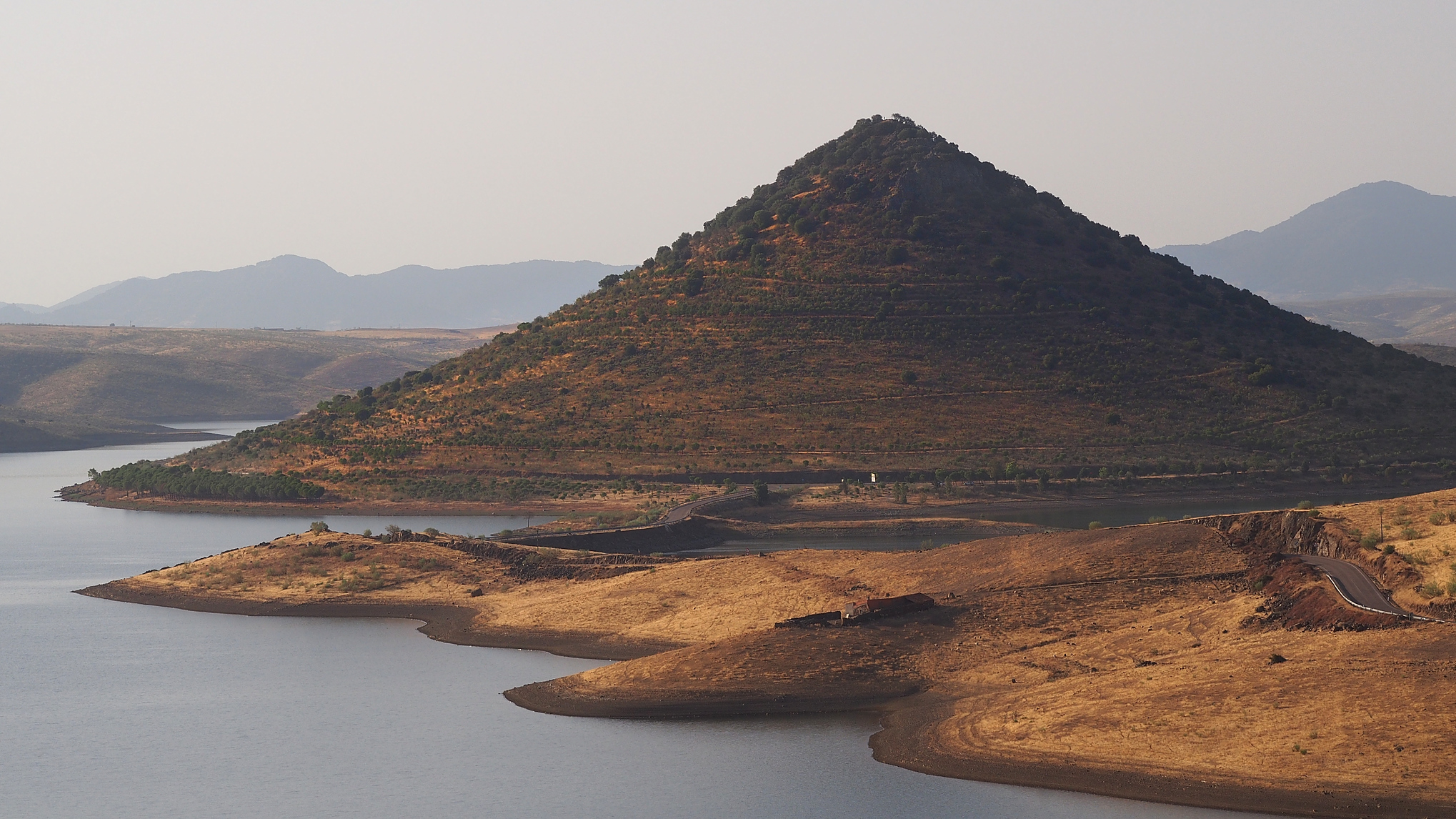
Cerro Masatrigo, una isla en medio del embalse.

Fue puesto en funcionamiento en el año 1989 justo tras acabar los trabajos de construcción de la presa: a partir de ese momento empezó a aportar agua en los cultivos de regadío de las vegas extremeñas.
Fue inaugurado por los reyes de España, Juan Carlos I y Sofía de Grecia el 2 de febrero de 1990.
Llegó a alcanzar un volumen de embalse de 893,8 hm³ en marzo de 1991; sin embargo, su proceso de llenado coincidió con años de dura sequía, hasta el punto de que al comienzo del año hidrológico 1995-1996 el agua acumulada en el embalse era de 70,2 hm³, poco más del 2 % de su capacidad.
El irregular cauce del río Zújar quedó de manifiesto tras las lluvias de diciembre de 1995 y enero de 1996, que elevaron el volumen embalsado hasta 1612 hm³, en apenas cuarenta días el embalse había recibido más de 1500 hm³. Desde el comienzo de 1996 hasta enero de 1997 el embalse había alcanzado 2784,6 hm³, y el 7 de febrero de 1997, ya con un 86 % de capacidad se dio por lleno el embalse, y se procedió al primer izado de sus compuertas, realizándose un acto en el que se reunieron un nutrido número de personas para contemplar su primer vertido de agua por la coronación hacia el embalse del Zújar.
La conveniencia de la regulación del río Zújar con la presa de la Serena quedó confirmada con los hechos que sucedieron entre diciembre de 1995 y enero de 1996. Esto se debe a que el Zújar es uno de los ríos más irregulares de España, y en el que se pueden alternar aportaciones anuales de 2977 hm³ con otras de sólo 14 hm³ anuales.
De no estar construido el sistema de regulación Serena-Zújar se podrían haber producido importantes avenidas y daños personales y materiales a lo largo de todo el Zújar-Guadiana hasta Ayamonte, afectando a grandes poblaciones, como Mérida y Badajoz.

## Entorno natural
El entorno donde se encuentra el embalse está formado por grandes llanuras de terreno ondulado y desarbolado donde crecen pastizales que son aprovechados por las ganaderías ovinas presentes en la zona, de las que se obtiene el conocido como queso de La Serena. 
La construcción tanto de la presa de la Serena como años antes la del Zújar supuso un cambio radical en el paisaje de la zona, de ser una zona árida y seca, se ha convertido en la actualidad en un "mar de interior", siendo la comarca de la Siberia la que tiene el mayor número de kilómetros de costa dulce de España.